# Picea obovata
Picea obovata là một loài thực vật hạt trần trong họ Thông. Loài này được Ledeb. miêu tả khoa học đầu tiên năm 1833.